# Walter Niggeler
Walter Niggeler (* 28. November 1878 in Palazzolo sull’Oglio (Brescia); † 17. Dezember 1964 in Baden AG) war ein bedeutender Schweizer Münzsammler.
Walter Niggeler stammte aus reicher Familie, übernahm aber den väterlichen Textilbetrieb nicht, sondern trat nach dem Besuch des Gymnasiums in Bern 1889–1900 und dem Studium an der ETH Zürich 1906 bei Brown, Boveri & Cie. ein. Zwischen 1918 und 1943 war er als Chefingenieur der Abteilung für Energieumformung und -verteilung tätig.
Walter Niggeler gilt als eine der großen Sammlerpersönlichkeiten der Frühzeit des schweizerischen Münzhandels. Sein exzentrisches Leben als Junggeselle in einer völlig mit Kunstschätzen und Münzkästen überfüllten Wohnung ist legendär.

## Sammlung
Bei der Sammlung Niggeler handelte es sich um eine wichtige Generalsammlung, die neben antiken Münzen die Gebiete Italien und Schweiz umfasst. Sie bestand aus sechs großen Teilen:
1.) Die keltischen und griechischen Münzen, 2.) Die griechischen Münzen der römischen Kaiserzeit, 3.) Die Münzen der römischen Republik, 4.) Die Münzen der römischen Kaiserzeit, 5.) Schweizerische Münzen, 6.) Italienische Münzen.
Die Sammlung war vor allem bekannt für die hohe Qualität, die Niggeler zu einer Zeit sammelte, als das Qualitätsbewusstsein der Sammler noch nicht so entwickelt war wie heute. Sie wurde 1965–1967 gemeinsam von der Münzen und Medaillen AG Basel und der numismatischen Abteilung der Bank Leu in vier Auktionen aufgelöst.